# Coppa del Mondo di combinata nordica 1989
La Coppa del Mondo di combinata nordica 1989, sesta edizione della manifestazione organizzata dalla Federazione Internazionale Sci, ebbe inizio il 17 dicembre 1988 a Saalfelden, in Austria, e si concluse il 25 marzo 1989 a Thunder Bay, in Canada.
Furono disputate 9 gare in altrettante località, tutte individuali Gundersen: 8 su trampolino normale, 1 su trampolino lungo. Nel corso della stagione si tennero a Lahti i Campionati mondiali di sci nordico 1989, non validi ai fini della Coppa del Mondo, il cui calendario contemplò dunque un'interruzione nel mese di febbraio.
Il norvegese Trond-Arne Bredesen si aggiudicò la coppa di cristallo, il trofeo assegnato al vincitore della classifica generale. Non vennero stilate classifiche di specialità; Klaus Sulzenbacher era il detentore uscente del trofeo.

## Risultati
| Data             | Località       | Nazione        | Trampolino              | Spec.       | Primo               | Secondo             | Terzo               |
| ---------------- | -------------- | -------------- | ----------------------- | ----------- | ------------------- | ------------------- | ------------------- |
| 17 dicembre 1988 | Saalfelden     | Austria        | Bibergschanze K85       | IN NH/15 km | Trond-Arne Bredesen | Bård Jørgen Elden   | Geir Andersen       |
| 29 dicembre 1988 | Oberwiesenthal | Germania Est   | Fichtelberg K90         | IN NH/15 km | Knut Tore Apeland   | Klaus Ofner         | František Repka     |
| 7 gennaio 1989   | Schonach       | Germania Ovest | Langenwaldschanze K90   | IN NH/15 km | Hippolyt Kempf      | Andrej Dundukov     | Trond Einar Elden   |
| 14 gennaio 1989  | Reit im Winkl  | Germania Ovest | Franz Haslberger K90    | IN NH/15 km | Trond-Arne Bredesen | Hippolyt Kempf      | Klaus Sulzenbacher  |
| 21 gennaio 1989  | Breitenwang    | Austria        | Raimund Ertl K87        | IN NH/15 km | Bård Jørgen Elden   | Stanisław Ustupski  | Klaus Sulzenbacher  |
| 3 marzo 1989     | Oslo           | Norvegia       | Holmenkollen K105       | IN LH/15 km | Trond Einar Elden   | Trond-Arne Bredesen | Knut Tore Apeland   |
| 11 marzo 1989    | Falun          | Svezia         | Lugnet K89              | IN NH/15 km | Trond Einar Elden   | Thomas Abratis      | Allar Levandi       |
| 18 marzo 1989    | Lake Placid    | Stati Uniti    | MacKenzie Intervale K86 | IN NH/15 km | Trond-Arne Bredesen | Klaus Sulzenbacher  | Fabrice Guy         |
| 25 marzo 1989    | Thunder Bay    | Canada         | Big Thunder K89         | IN NH/15 km | Hippolyt Kempf      | Xavier Girard       | Trond-Arne Bredesen |

Legenda:

IN = individuale Gundersen

NH = trampolino normale

LH = trampolino lungo

## Classifiche

### Generale
| Pos. | Nome                | Nazione          | Punti |
| ---- | ------------------- | ---------------- | ----- |
| 1    | Trond-Arne Bredesen | Norvegia         | 119   |
| 2    | Klaus Sulzenbacher  | Austria          | 109   |
| 3    | Hippolyt Kempf      | Svizzera         | 94    |
| 4    | Bård Jørgen Elden   | Norvegia         | 89    |
| 5    | Knut Tore Apeland   | Norvegia         | 83    |
| 6    | Trond Einar Elden   | Norvegia         | 77    |
| 7    | Allar Levandi       | Unione Sovietica | 52    |
| 8    | Andrej Dundukov     | Unione Sovietica | 48    |
| 9    | Fabrice Guy         | Francia          | 47    |
| 10   | Thomas Abratis      | Germania Est     | 46    |

### Nazioni
| Pos. | Nazione          | Punti |
| ---- | ---------------- | ----- |
| 1    | Norvegia         | 499   |
| 2    | Austria          | 178   |
| 3    | Francia          | 162   |
| 4    | Svizzera         | 145   |
| 5    | Unione Sovietica | 111   |